# Mark Huffam
Mark Huffam (* vor 1980 in Belfast) ist ein nordirischer Filmproduzent.
Mark Huffam begann in den 1980er Jahren bei der BBC als Assistent in der Fernsehproduktion. Sein erster großer Auftrag als Filmproduzent war 1998 für Steven Spielbergs Der Soldat James Ryan, welcher teilweise in Nordirland gedreht wurde. Es folgten größere britische Spielfilmproduktionen. 2011 gehörte er zu den Produzenten der ersten Staffel der Serie Game of Thrones. Es folgten Produktionen der Regisseure Luke und Ridley Scott.
2016 war er als Produzent des Films Der Marsianer – Rettet Mark Watney für den Oscar für den besten Film nominiert.

## Filmografie (Auswahl)
- 1998: Der Soldat James Ryan (Saving Privat Ryan)
- 2003: Johnny English – Der Spion, der es versiebte (Johnny English)
- 2004: Thunderbirds
- 2005: Goal!
- 2008: Mamma Mia!
- 2011: Game of Thrones (Fernsehserie, 10 Folgen)
- 2012: Prometheus – Dunkle Zeichen (Prometheus)
- 2013: The Counselor
- 2014: Exodus: Götter und Könige (Exodus: Gods and Kings)
- 2015: Der Marsianer – Rettet Mark Watney (The Martian)
- 2015: Killing Jesus
- 2016: Das Morgan Projekt (Morgan)
- 2017: Alien: Covenant
- 2017: Alles Geld der Welt (All the Money in the World)
- 2021: Infinite – Lebe unendlich (Infinite)
- 2021: House of Gucci
- 2022: The Northman
- 2023: Napoleon